# 1934年尼泊爾-比哈爾地震
1934年尼泊爾-比哈爾地震，是尼泊爾和印度比哈爾邦歷史上最嚴重的地震之一，這次8.0級地震發生在1月15日下午2:28，並在比哈爾北部和尼泊爾造成了廣泛的破壞。

## 地震
這個地震的震央位於尼泊爾東部，珠穆朗瑪峰以南約9.5公里。 生命和財產損失最大的地區從比哈爾東部的普爾尼亞延伸到西部的查姆帕蘭（距離近320公里），從加德滿都至南方的蒙格埃爾（距離近465公里），據報由拉薩到孟買，從阿薩姆邦到旁遮普邦也受到地震的影響。在距離震央約650公里（404英里）的加爾各答，許多建築物被毀壞，圣保罗座堂 (加尔各答)的塔樓倒塌。

## 地面效應
這次地震的一個值得注意的現像是在地震區域的周圍出現地面塌陷，出現了長達300公里土壤液化地帶（稱為坍落帶），其中許多建築物都在漂浮。
在穆扎夫法爾普爾，土壤流失在城裡的幾個地方爆發。井被沙子堵塞，而池塘的水位由於沙粒沉積在水底而變淺。建築物由於地面下沉和開裂而遭受損失。

## 損害
加德滿都谷三個主要城鎮:加德滿都，巴克塔普爾和帕坦受到嚴重影響，幾乎所有的建築物都崩潰了。 地面上出現大裂縫，加德滿都有幾條道路受損; 然而，尼泊爾守護神的帕舒帕蒂纳特庙卻逃脫了任何傷害。
在西塔马尔希，沒一間房子保持正常，在巴特那，只有一座城堡得以倖免，城市的其餘部分變為瓦礫。在马杜巴尼所有的築都倒塌了。在印度賈坎德邦的贾里亚地震導致火災進一步蔓延，在尼泊爾南方的比爾甘傑連同接駁至加德滿都的電話線也被摧毀。地震中尼泊爾的死亡人數為10,700至12,000人，比哈爾邦有7,253人死亡。

## 後果
後來甘地訪問比哈爾邦。他寫道，比哈爾地震是對印度未能根除不可接觸者的報復。 在比哈爾，斯里巴巴和其他偉大的領袖如Anugrah Narayan Sinha也投入救援工作。